# Сочинский хлебокомбинат
Со́чинский хлебокомбина́т — предприятие пищевой промышленности в микрорайоне Гагарина Центрального района города Сочи. Крупнейший из четырёх хлебозаводов Сочи, выпускает 65 тонн готовой продукции в сутки, работает в круглосуточном цикле.
Пущен в 1937 году. В 1945 году выпускал только один вид продукции — хлеб, в 1949 году освоено производство кондитерской сдобы и различных кондитерских изделий — всего 147 наименований.
Являлся лицензиатом Зимних Олимпийских и Зимних Паралимпийских Игр в Сочи 2014 года.
Обеспечивает хлебобулочными изделиями полностью Центральный и Хостинский районы Сочи с частичным покрытием потребностей Адлерского и восточной части Лазаревского района. Располагает собственной сетью из 16 специализированных хлебных павильонов.

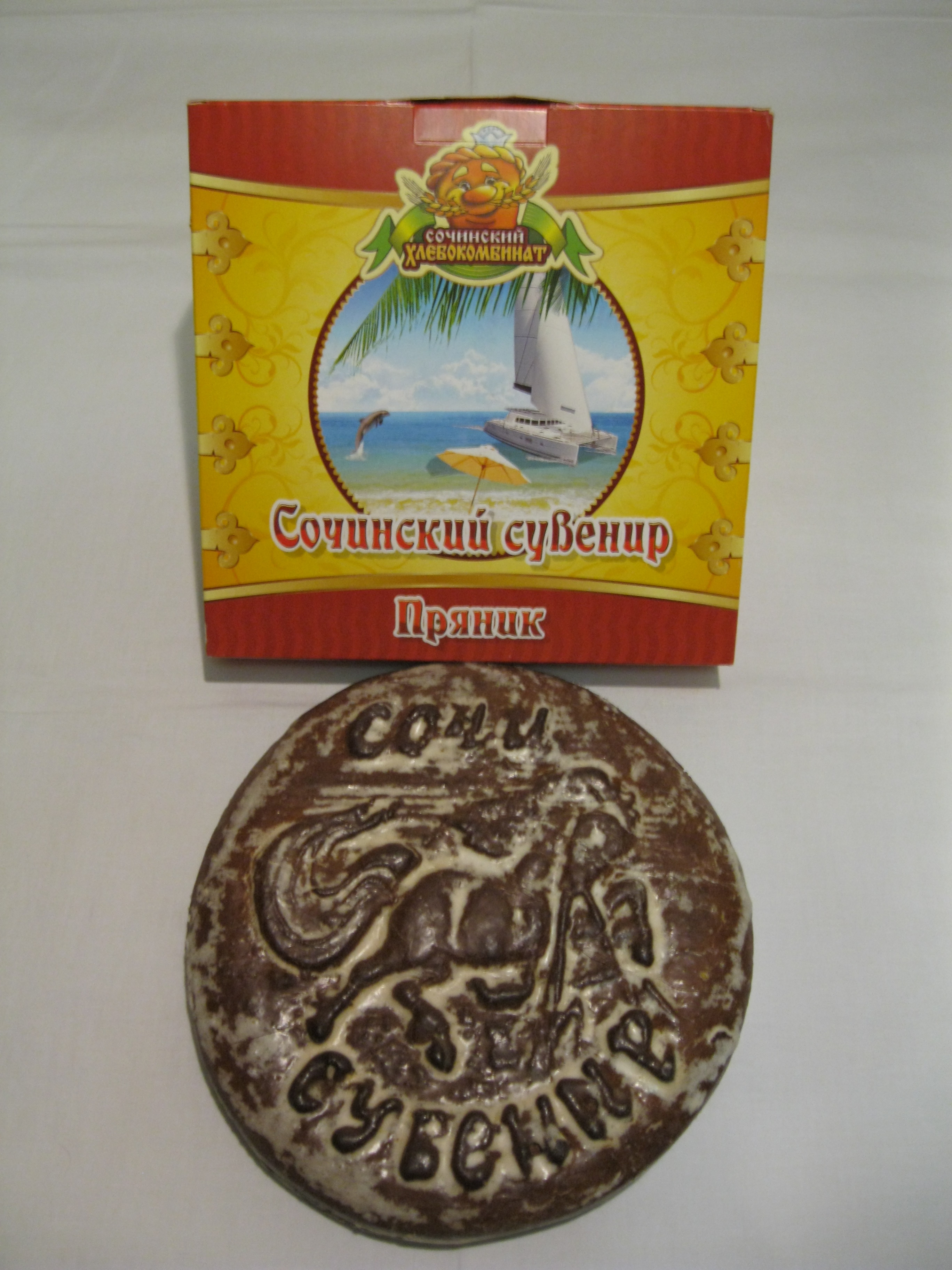
Пряник «Сочинский сувернир», выпускаемый комбинатом — один из символов города